# Układ warszawski (serial telewizyjny)

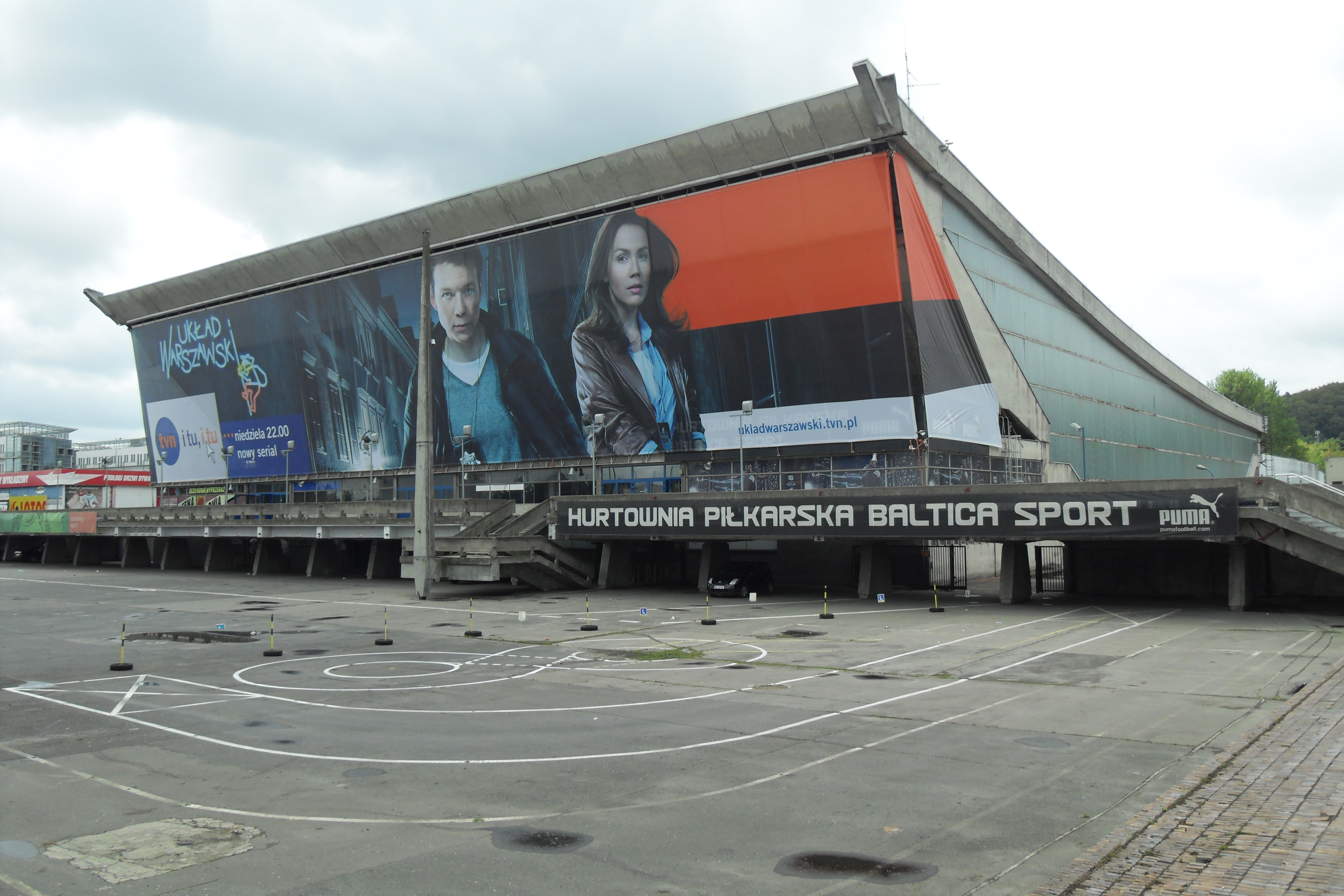
Promocja serialu

Układ warszawski – polski serial kryminalny w reżyserii Łukasza Jaworskiego, emitowany od 4 września do 27 listopada 2011 w telewizji TVN. 

## Opis fabuły
Serial śledził zawodowe perypetie policyjnego żółtodzioba Marka Opornego (Lesław Żurek) z Wydziału Dochodzeniowo-Śledczego w czerniakowskim komisariacie. Zanim to nastąpiło, Marek musiał dogadać się z nowymi kolegami „kryminalnymi wyjadaczami”: Kosą (Adam Ferency), Sikorkiem (Bartłomiej Topa) i jego partnerką komisarz Zuzą Szarek (Olga Bołądź).

## Obsada
| Aktor                 | Rola                               |
| --------------------- | ---------------------------------- |
| Lesław Żurek          | Marek Oporny                       |
| Jan Englert           | Antoni Rylski „Łapa” - stryj Marka |
| Olga Bołądź           | Zuzanna Szarek                     |
| Katarzyna Gniewkowska | Elżbieta Oporna, matka Marka       |
| Katarzyna Herman      | Ewelina Bargan                     |
| Grażyna Szapołowska   | Róża Jackowska                     |
| Adam Ferency          | Artur Kosecki „Kosa”               |
| Bartłomiej Topa       | Zbigniew Sikorek                   |
| Alan Andersz          | Wojciech Maciejewski „Młody”       |
| Jerzy Jeszke          | „Wilk”                             |
| Roman Bugaj           | gość                               |
| Mariusz Jakus         | Sebastian Janosik                  |
| Krzysztof Kwiatkowski | Łukasz Jędrzejczak                 |
| Lech Łotocki          | patolog                            |
| Adam Pater            | diler Igor Siemkow „Iwan”          |
| Marek Włodarczyk      | Adam Zawada z Kryminalnych         |

## Spis odcinków
| Seria | Sezon       | Odcinki   | Premiera serii  | Finał serii       | Pora emisji          | Średnia oglądalność |
| ----- | ----------- | --------- | --------------- | ----------------- | -------------------- | ------------------- |
| 1.    | jesień 2011 | 1–13 (13) | 4 września 2011 | 27 listopada 2011 | niedziela, ok. 22:00 | 1 291 960           |

| Numer | Data emisji          | Gwiazda odcinka |
| ----- | -------------------- | --- |
| 1     | 4 września 2011      | Monika Ambroziak, Tadeusz Chudecki                                                                                         |
| 2     | 11 września 2011     | Justyna Bojczuk, Michał Breitenwald, Krystyna Rutkowska, Ewelina Serafin                                                   |
| 3     | 18 września 2011     | Władysław Kowalski, Danuta Borsuk                                                                                          |
| 4     | 25 września 2011     | Paweł Adamski |
| 5     | 2 października 2011  | Jan Nowicki, Piotr Ligienza, Hanna Bieniuszewicz                                                                           |
| 6     | 9 października 2011  | Stanisław Banasiuk, Piotr Polk, Agnieszka Judycka, Robert Wabich, Katarzyna Tlałka, Krzysztof Kwiatkowski, Jerzy Mularczyk |
| 7     | 16 października 2011 | Paweł Szczesny, Beata Ścibakówna, Szymon Kuśmider, Małgorzata Bogdańska, Sebastian Fabijański                              |
| 8     | 23 października 2011 | Anna Kerth, Leszek Teleszyński, Halina Rowicka                                                                             |
| 9     | 30 października 2011 | Przemysław Bluszcz, Piotr Miazga, Ewa Borowik                                                                              |
| 10    | 6 listopada 2011     | Ireneusz Czop, Magdalena Czerwińska, Grażyna Zielińska                                                                     |
| 11    | 13 listopada 2011    | Sławomir Federowicz, Andrzej Konopka, Dariusz Siastacz                                                                     |
| 12    | 20 listopada 2011    | Katarzyna Galica, Wojciech Skibiński, Wojciech Żołądkowicz                                                                 |
| 13    | 27 listopada 2011    | Radosław Krzyżowski, Zbigniew Konopka, Adam Pater                                                                          |

## Produkcja
Zdjęcia do serialu rozpoczęły się 9 marca 2011, a akcja odbywała się w Warszawie i Białymstoku.
Telewizja TVN podjęła decyzję o zakończeniu realizacji serialu z powodu niskiej oglądalności. Powodem było małe zainteresowanie produkcją.